# Paulo Arthur Pinto da Rocha
Paulo Arthur Pinto da Rocha (Porto Alegre, 26 de dezembro de 1912 – 20 de setembro de 1972) foi um médico brasileiro.
Graduado em medicina pela Faculdade Federal de Medicina em 1928. Foi eleito membro da Academia Nacional de Medicina em 1956, sucedendo Antônio de Barros Terra na Cadeira 85, patrono desta cadeira.